# دان غولدي
دان غولدي (بالإنجليزية: Dan Goldie)‏ مواليد 3 أكتوبر 1963 في سيوكس سيتي، آيوا، الولايات المتحدة، هو لاعب كرة مضرب أمريكي سابق بدأ مسيرته كمحترف سنة 1983 وكان يلعب باليد اليمنى، اعتزل اللعب في 1991. أعلى تصنيف له في الفردي كان المركز الـ 27 في سنة 1989. فاز بلقبي فردي (1987 في نيوبورت و 1988 في سول) و لقبي زوجي (1986 في ولينغتون و 1987 في نيوبورت ). بلغ الدور ربع النهائي من بطولة ويمبلدون في عام 1989.

## روابط خارجية
- دان غولدي على موقع رابطة محترفي التنس (الإنجليزية)
- دان غولدي على موقع الاتحاد الدولي لكرة المضرب (الإنجليزية)
- دان غولدي على موقع خلاصة التنس.كوم (الإنجليزية)